# Vilkinsonov polinom
U numeričkoj analizi, Vilkinsonov polinom je specifican je specifičan polinom koji je korišćen od strane James H. Wilkinson 1963. godine da ilustruje poteskoce pri pronalaženju korena polinoma: lokacija korena može biti veoma osjetljiva na perturbacije u koeficijentima polinoma.
Polinom je
{\displaystyle {\displaystyle w(x)=\prod _{i=1}^{2}0(x-i)=(x-1)(x-2)...(x-20)}}
Ponekad, termin Vilkinsonovog polinoma se takođe koristi da se odnosi na neke druge polinome koji se pojavljuju u Vilkinsonovoj diskusiji.

## Pozadina
Vilkinsonov polinom je nastao u proučavanju algoritama za pronalaženje korena polinoma
{\displaystyle {\displaystyle p(x)=\sum _{i=0}^{n}cix^{i}}}
To je prirodno pitanje u numeričkoj analizi da se zapita da li je problem pronalaska korena p od koeficijenta c,je dobro opremljen .To jest, nadamo se da će mala promjena u koeficijentima dovesti do male promjene u korijenima. Nažalost, ovde nije slučaj.
Problem je loše uslovljen kada polinom ima više korena. Na primer, polinom {\displaystyle x^{2}} ima dvostruki koren pri x=0. Međutim, polinom {\displaystyle x^{2}-\varepsilon } (perturbacija veličine {\displaystyle \varepsilon }) ima korene na ± √{\displaystyle \varepsilon }, što je mnogo veće od {\displaystyle \varepsilon } kada je {\displaystyle \varepsilon } mali.
Zbog toga je prirodno očekivati da se loše stanje takođe dešava kada polinom ima nule koji su veoma blizu. Međutim, problem može biti izuzetno loše uslovljen i za polinome sa dobro odvojenim nulama.Vilkinson je koristio polinom {\displaystyle w(x)} да илуструјемо ову тачку (Wilkinson 1963).
Godine 1984. opisao je lični uticaj ovog otkrića:
Govoreći za sebe, smatram ga najtraumatičnim iskustvom u karijeri kao numeričkom analitičaru
Vilkinsonov polinom često se koristi da ilustruje nepoželjnost naivnog računarstva sopstvene vrednosti matrice prvo izračunavajući koeficijente matrice karakteristični polinom i potom pronalaze svoje korene, jer korišćenje koeficijenta kao međuperirajući korak može uvesti ekstremno loše stanje čak i ako je izvorni problem dobro uslovljen.

## Kondicioniranje Vilkinsonovog polinoma
Vilkinsonov polinom
{\displaystyle w(x)=\prod _{i=1}^{2}0(x-i)=(x-1)(x-2)...(x-20)}{\displaystyle 2^{-23}}
jasno ima 20 korena, lociranih na x= 1, 2, ..., 20. Ovi koreni su daleko razdvojeni. Međutim, polinom je i dalje veoma loše uslovljen.
Proširuje polinom, naći ćete
{\displaystyle w(x)=x^{20}-210x^{19}+20615x^{18}-1256580x^{17}+53327946x^{16}}
{\displaystyle -1672280820x^{15}+40171771630x^{14}-756111184500x^{13}}
{\displaystyle +11310276995381x^{12}-135585182899530x^{11}}
{\displaystyle +1307535010540395x^{10}-10142299865511450x^{9}}
{\displaystyle +63030812099294896x^{8}-311333643161390640x^{7}}
{\displaystyle +1206647803780373360x^{6}-35999795179447607200x^{5}}
{\displaystyle +8037811822645051776x^{4}-12870931245150988800x^{3}}
{\displaystyle +13803759753640704000x^{2}-8752948037671600000x^{}}
{\displaystyle +2432902008176640000}
Ako je koeficijent {\displaystyle x^{19}} smanjen sa -210 na do -210.0000001192, onda se polinomna vrijednost w (20) smanjuje od 0 do {\displaystyle -2^{-23}}{\displaystyle 20^{19}}= -6.25 × {\displaystyle 10^{17}}, a korijen kod k = 20 prerast u x ≈ 20.8. Koreni na x = 18 i x = 19 udružuju se u dvostruki koren u x ≈ 18,62 koji se pretvara u par složenih konjugiranih korena na x ≈ 19,5 ± 1,9i dok se perturbacija dalje povećava. 20 korena postaje (do 5 decimala)
{\displaystyle 1.00000} {\displaystyle 2.00000} {\displaystyle 3.00000} {\displaystyle 4.00000} {\displaystyle 5.00000}
{\displaystyle 6.00001} {\displaystyle 6.99970} {\displaystyle 8.00727} {\displaystyle 8.91725} {\displaystyle 20.84691}
{\displaystyle 10.09527\pm } {\displaystyle 11.79363\pm } {\displaystyle 13.99236\pm } {\displaystyle 16.73074\pm } {\displaystyle 19.50244\pm }
{\displaystyle 0.64350i} {\displaystyle 1.65233i} {\displaystyle 2.51883i} {\displaystyle 2.81262i} {\displaystyle 1.94033i}
Neki koreni su veoma raseljeni, iako je promjena koeficijenta mala i originalni koreni izgledaju široko razmaknuti .Wilkinson je pokazao analizom stabilnosti koja je razmotrena u sledećem odeljku da je ovo ponašanje vezano za činjenicu da su neki koreni {\displaystyle \alpha } (kao takav {\displaystyle \alpha }=15) ima mnogo korena {\displaystyle \beta } koji su "bliski" u smislu da {\displaystyle |\alpha -\beta |} je manjo od {\displaystyle |\alpha |}
Wilkinson je izabrao perturbaciju od {\displaystyle 2^{-23}} jer njegov Pilot ACE računar ima 30-bitne sigurnosne značke sa plutajućim tačkama, tako da su brojevi oko njih 210,{\displaystyle 2^{-23}} bila je greška u prvom bitu položaj koji nije zastupljen u računaru. Dva stvarna broja -210 i -210-{\displaystyle 2^{-23}} , predstavljaju isti broj sa plutajućim tačkama, što znači {\displaystyle 2^{-23}} je neizbežna greška u predstavljanju stvarnog koeficijenta blizu -210 brojem plivajuće tačke na tom računaru.Analiza perturbacije pokazuje da je 30-bitna koeficijentna preciznost nedovoljna za odvajanje korena Vilkinsonovog polinoma.

## Drugi primer Vilkinsona
Drugi primer koji Vilkinson razmatra jeste
{\displaystyle w_{2}(x)=\prod _{i=1}^{2}0(x-2^{-}i)=(x-2^{-}1)(x-2^{-}2)...(x-2^{-}20)}
Dvadeset nula ovog polinoma su u geometrijskoj progresiji sa zajedničkim odnosom 2, a time i količnik
{\displaystyle {\frac {ai}{ai-ak}}}
ne može biti velika. Zaista, nule w2 su prilično stabilne za velike relativne promene u koeficijentima.

## Literatura
- J. H. Vilkinson (1959). Evaluacija nula loših polinoma. Part I. Numerische Mathematik 1: 150-166.
- J. H. Vilkinson (1963). Zaokruživanje grešaka u algebarskim procesima. Englevood Cliffs, Nev Jersei: Prentice Hall.

To se pominje u standardnim udžbenicima u numeričkoj analizi, npr
- F. S. Acton, Numeričke metode koje rade.  978-0-88385-450-1. стр. 201..

Ostale reference:
- Ronald G. Mosier (jul 1986). Root susjedstva polinoma. Matematika računanja 47 (175): 265-273.
- J. H. Vilkinson (1984). Perfidni polinom. Studije u numeričkoj analizi, ed. G. H. Golub, pp. 1–28. (Studije matematike, vol. 24). Vashington, D.C .: Mathematical Association of America.

A high-precision numerical computation is presented in:
- Rai Buvel, polinomi i racionalne funkcije, dio korisničkog priručnika RPN kalkulatora (za Pithon), preuzeto 29. jula 2006. godine.